# Zodarion minutum
Zodarion minutum és una espècie d'aranyes araneomorfes de la família dels zodàrids (Zodariidae). Fou descrit per primera vegada per Bosmans el 1994.
Es troba a Espanya, principalment a Mallorca i Eivissa.